# 김천시립교향악단
김천시립교향악단(金泉市立交響樂團, Gimcheon City Symphony Orchestra)은 경상북도의 대표적인 관현악단이다. 2004년에 창단되었으며, 초대 상임지휘자로 박경식, 2009년 2대 상임지휘자 이일구, 2019년 3대 상임지휘자로 김성진이 재직했고, 현재 4대 상임지휘자로 박대진 지휘자가 2025년부터 교향악단을 이끌고 있다.
악장은 백준원이 맡고 있으며, 주요 공연장은 김천문화예술회관 대공연장이다.